# Castello di Oricola
Il castello di Oricola e un castello situato nel comune di Oricola (AQ), in Abruzzo.

## Storia

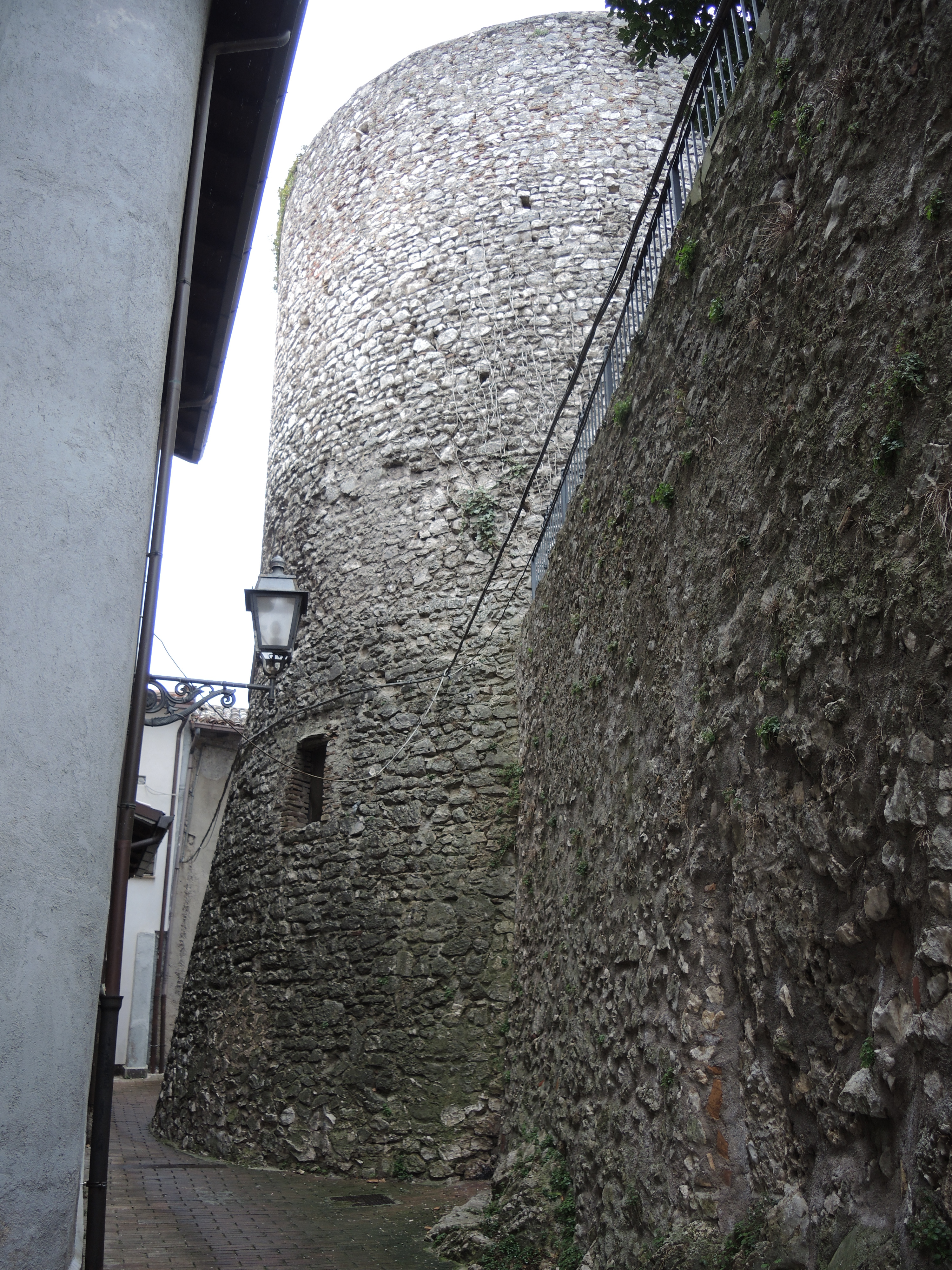
Torrione del castello

L'origine del castello di Oricola risale al IX secolo, quando Rainaldo conte dei Marsi costruì una rocca, insieme ad altre torri collegate tra loro da mura, a difesa dalle incursioni dei saraceni e degli ungari.
Nel 1096 il castello passa di proprietà ad Aldegrina o Aldegrima del fu Pandolfo (Principe di Capua), contessa di Carsoli e moglie di un altro Rainaldo discendente del fondatore, morto nel corso della prima crociata; fu lei a donarlo nello stesso anno all'abbazia di Montecassino.
Nel 1097 il castello di Auricola (toponimo medievale del borgo) compare tra i beni confermati dalla bolla di Papa Urbano II all'abate cassinese Oderisio.
Nel 1242 il castello fu attaccato da Federico II dopo la distruzione di Carsoli, inseguendo i fuggitivi riparati ad Oricola.
Nel 1381 Oricola diviene feudo degli Orsini ed il castello acquisì la contemporanea configurazione grazie alla ristrutturazione avvenuta nella metà del Quattrocento.
Nel 1491 passò di proprietà alla famiglia Colonna, ma nel 1528 gli Orsini sconfissero i Colonna presso Magliano de' Marsi e il castello venne saccheggiato tornando infine sotto il proprio controllo.
Nel 1557 Oricola e gli altri castelli limitrofi furono di nuovo invasi e saccheggiati, questa volta dalle truppe del duca di Tagliacozzo e Albe.

## Architettura
L'attuale castello, situato in posizione dominante sulla piana del Cavaliere, ha una pianta triangolare, con tre torri cilindriche agli angoli. Le due torri della facciata orientale sono state completamente ristrutturate, mentre quella ad ovest conserva ancora i caratteri della costruzione originale.
La parte nord-ovest dell'edificio è occupato da uffici comunali, mentre al piano terra del lato sinistro della facciata principale si trovano degli uffici postali. Il resto del castello è di proprietà privata.